# رباط آهنگ
رباط آهنگ مربوط به دوره قاجار - دوره پهلوی است و در شهرستان بجستان، روستای آهنگ واقع شده و این اثر در تاریخ ۲۴ فروردین ۱۳۸۲ با شمارهٔ ثبت ۸۲۴۹ به‌عنوان یکی از آثار ملی ایران به ثبت رسیده است.